# Università Cattolica del Sacro Cuore
L'Università Cattolica del Sacro Cuore (UCSC) è un'università privata italiana di ispirazione cattolica fondata nel 1921, con sede centrale a Milano e altre sedi a Roma, Brescia, Cremona e Piacenza. Ente fondatore e promotore dell'Università Cattolica del Sacro Cuore è l'Istituto Giuseppe Toniolo di Studi Superiori.
L'università è articolata in dodici facoltà e sette alte scuole (postgraduate schools) ed è legata a una rete di strutture sanitarie, in particolare ospedali, centri di ricerca e case di cura, tra cui il Policlinico Agostino Gemelli di Roma, intitolato al fondatore dell'ateneo.

## Storia

### Il progetto iniziale
Il progetto embrionale di una università cattolica nasce verso gli anni settanta del XIX secolo, sostenuto da esponenti di tutte le correnti culturali cattoliche a cui fa da guida l'economista e sociologo Giuseppe Toniolo. Nel settembre 1918, quando la prima guerra mondiale stava per finire, chiamando al suo capezzale padre Agostino Gemelli e i suoi collaboratori, Giuseppe Toniolo con queste parole li spronava a realizzare l'università: «Io non vedrò la fine della guerra: ma voi, appena essa è terminata, fatela, fatela, l'Università Cattolica».

### La fondazione e la costituzione delle facoltà

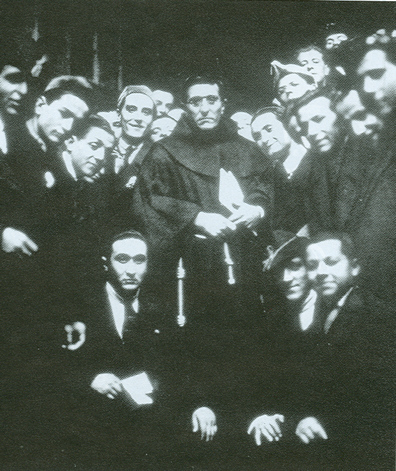
Padre Agostino Gemelli attorniato da alcuni studenti dell'Università Cattolica

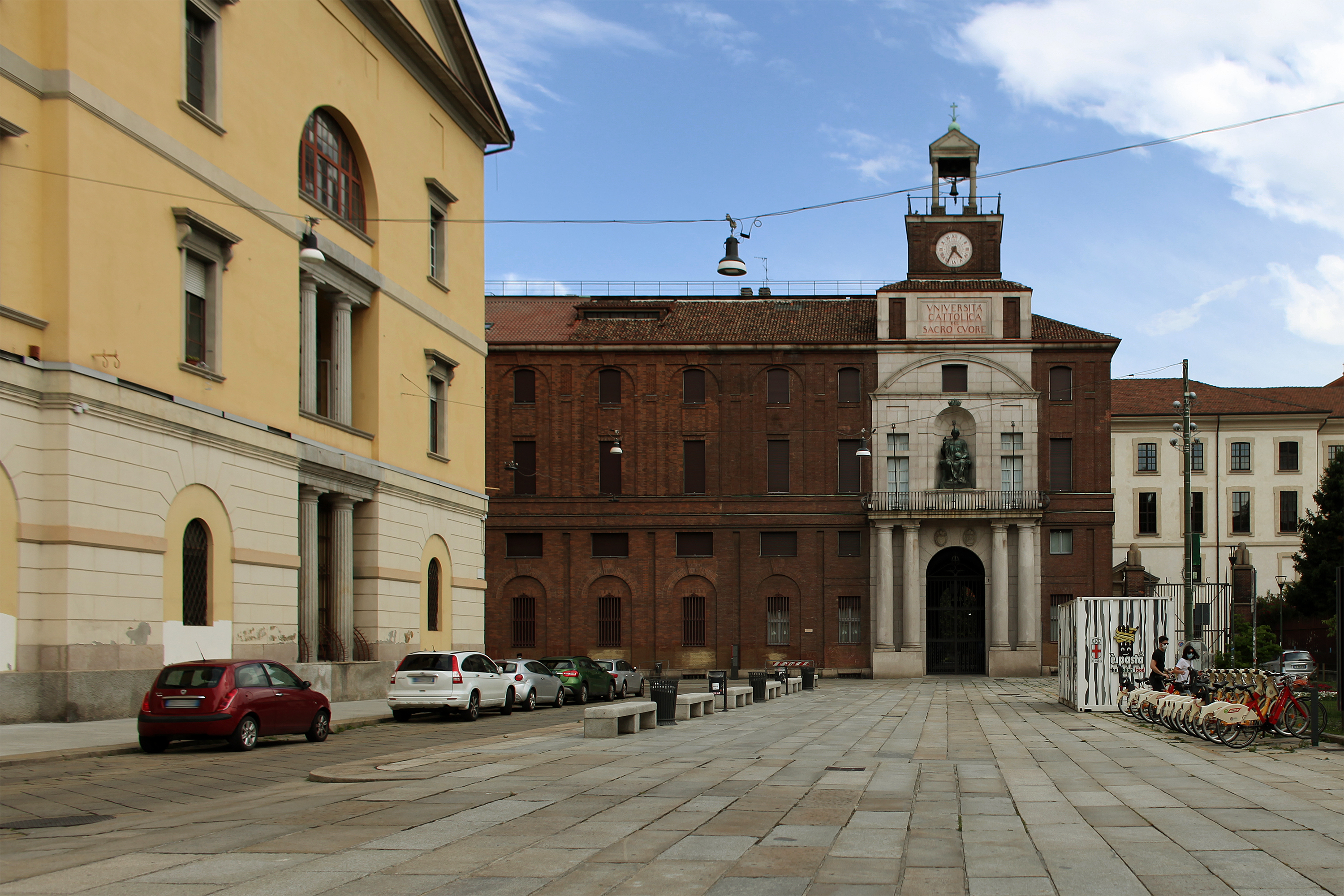
Sede dell'Università Cattolica in Largo Gemelli a Milano, ristrutturata da Giovanni Muzio nel 1927-1934.

Nel 1919, cinque eminenti personalità sotto il profilo culturale e religioso, padre Agostino Gemelli, Ludovico Necchi, Francesco Olgiati, Armida Barelli ed Ernesto Lombardo fondano l'Istituto Giuseppe Toniolo di Studi Superiori quale ente garante e fondatore dell'Università Cattolica. Il 24 giugno 1920 l'organizzazione ottiene l'approvazione del Ministro dell'Istruzione Benedetto Croce con l'avallo di papa Benedetto XV.
Il 7 dicembre 1921 padre Agostino Gemelli inaugura a Milano, alla presenza del cardinale Achille Ratti, futuro Papa Pio XI, la nascita del nuovo Ateneo: la prima sede dell'Università si trova nel palazzo di Luigi Canonica in via Sant'Agnese 2 e i primi corsi attivi sono quelli di Scienze filosofiche e di Scienze sociali.
Nel 1924, dopo l'approvazione da parte dello Stato dello statuto dell'Ateneo e con esso del riconoscimento legale dei titoli di studio, vedono la luce la Facoltà di lettere e filosofia e la facoltà di giurisprudenza da cui, nel 1926, nascerà la Facoltà autonoma di scienze politiche, economiche e sociali.
Nel 1932 l'Università si trasferisce nello storico monastero cistercense di Sant'Ambrogio progettato dal Bramante, i cui due caratteristici chiostri diventeranno uno dei simboli dell'Università. Il complesso architettonico è situato accanto all'omonima basilica ed è tutt'oggi la sede centrale dell'Ateneo. Nel 1936 dall'Istituto superiore di Magistero nasce la Facoltà di Magistero, divenuta successivamente facoltà di scienze della formazione. Nel 1947 a Milano vede la luce la Facoltà di economia e commercio con due corsi, uno diurno e uno serale.

### La seconda guerra mondiale
Durante la seconda guerra mondiale Ezio Franceschini, professore di lettere latine medioevali che appoggiava la Resistenza, nonché futuro Rettore dell'Ateneo, decise di ospitare all'interno dell'università le riunioni del comando Corpo volontari della libertà, struttura di coordinamento dei partigiani; sul finire della guerra, precisamente nel 1944, nasconde nei suoi sotterranei una cassetta contenente importanti documenti sulla Resistenza e sul Gruppo Frama, associazione da lui fondata, che svolgeva un importante ruolo nella lotta antinazista. Le SS cercarono ovunque all'interno delle strutture dell'Università quelle carte che, sepolte fra le ossa di cinquanta scheletri del Settecento, non furono mai trovate se non dopo la guerra.

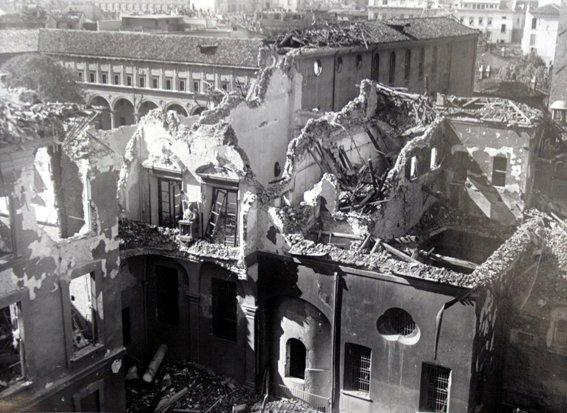
Bombardamenti del 1943

Durante i bombardamenti nella notte tra il 15 e il 16 agosto 1943 furono distrutti l'edificio d'ingresso, lo scalone e il lato dell'attiguo chiostro in stile ionico. I lavori di ricostruzione cominciarono subito, mossi dalle parole di Agostino Gemelli: "risorgerà più bella e più grande di prima". La ricostruzione postbellica diede il via a quello sviluppo che avrebbe portato la Cattolica allo stato attuale.

### Il dopoguerra
Nel 1949, alla presenza dell'allora presidente della Repubblica Luigi Einaudi, viene posata la prima pietra della Facoltà di agraria a Piacenza. La facoltà verrà istituita nel 1951 e il corso partirà ufficialmente nel novembre del 1952.
Trent'anni dopo la fondazione, nel 1958, viene istituita a Roma la Facoltà di medicina e chirurgia, fortemente voluta dal fondatore A. Gemelli, egli stesso laureato in medicina. Alla fine degli anni cinquanta viene realizzato anche il Policlinico "A. Gemelli" intitolato al suo fondatore. In Italia, è la prima Facoltà a introdurre il numero chiuso.
Nel 1965 a Brescia, con l'istituzione della Facoltà di magistero, si inaugura una nuova sede dove, nel 1968, viene istituita anche la Facoltà di scienze matematiche, fisiche e naturali: i corsi inizieranno ufficialmente nel 1971.

### La politica e il '68

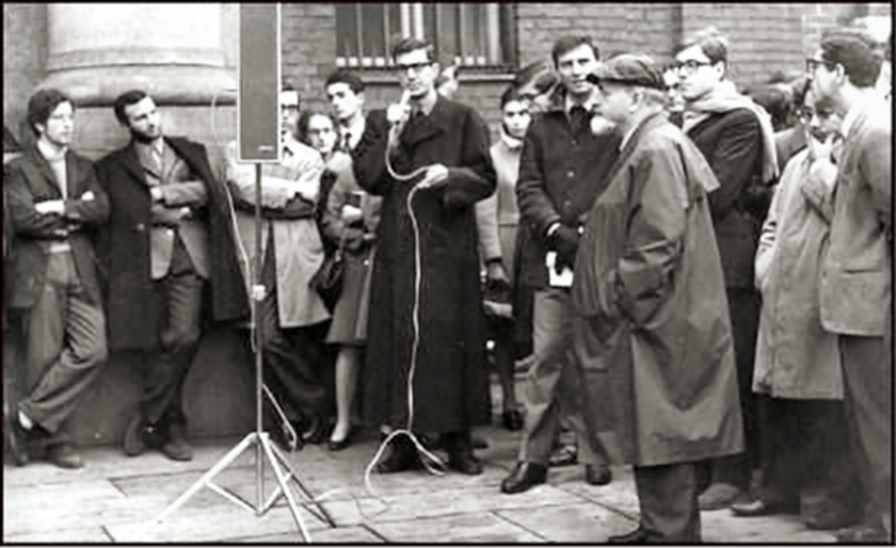
Ezio Franceschini, in primo piano, ascolta Mario Capanna, che con il microfono, parla agli studenti.

Il Sessantotto in Italia ha la sua scintilla iniziale all'interno dell'Università Cattolica del Sacro Cuore di Milano: a causa della decisione dell'Ateneo di aumentare le rette universitarie, il 15 novembre 1967 gli studenti compiono la prima occupazione dell'Università. La notte stessa, il rettore Ezio Franceschini fa sgombrare centocinquanta occupanti dalla polizia, comandata dal commissario Luigi Calabresi. Dopo tre giorni 30 000 studenti sfilano per Milano fino all'arcivescovado e la protesta si diffonde in tutte le principali università del Paese. Il 21 marzo 1968 la Cattolica viene nuovamente occupata e dopo essere stata sgomberata viene chiusa a tempo indeterminato. Qualche giorno dopo, il 25 marzo, scoppierà la cosiddetta "battaglia di Largo Gemelli": migliaia di studenti tentano di riaprire l'Università, ma sono respinti con forza dalla polizia e 60 studenti vengono arrestati. Leader iniziale della rivolta era Mario Capanna, studente di filosofia della Cattolica.

### Gli anni recenti
Negli anni novanta nasce la Facoltà di scienze bancarie, finanziarie e assicurative e si inaugura la Facoltà di economia e commercio a Piacenza. Dopo un anno, nel 1991, nasce la Facoltà di lingue e letterature straniere, dal 2001 Facoltà di scienze linguistiche e letterature straniere, con sede a Milano e a Brescia. Nel 1999 viene attivata la Facoltà di psicologia a Milano.
A partire dall'anno accademico 2000-2001 nel Campus della sede di Roma si avviano i primi corsi di Economia e management sanitario.

Nel 2001 nasce a Milano la Facoltà di sociologia.

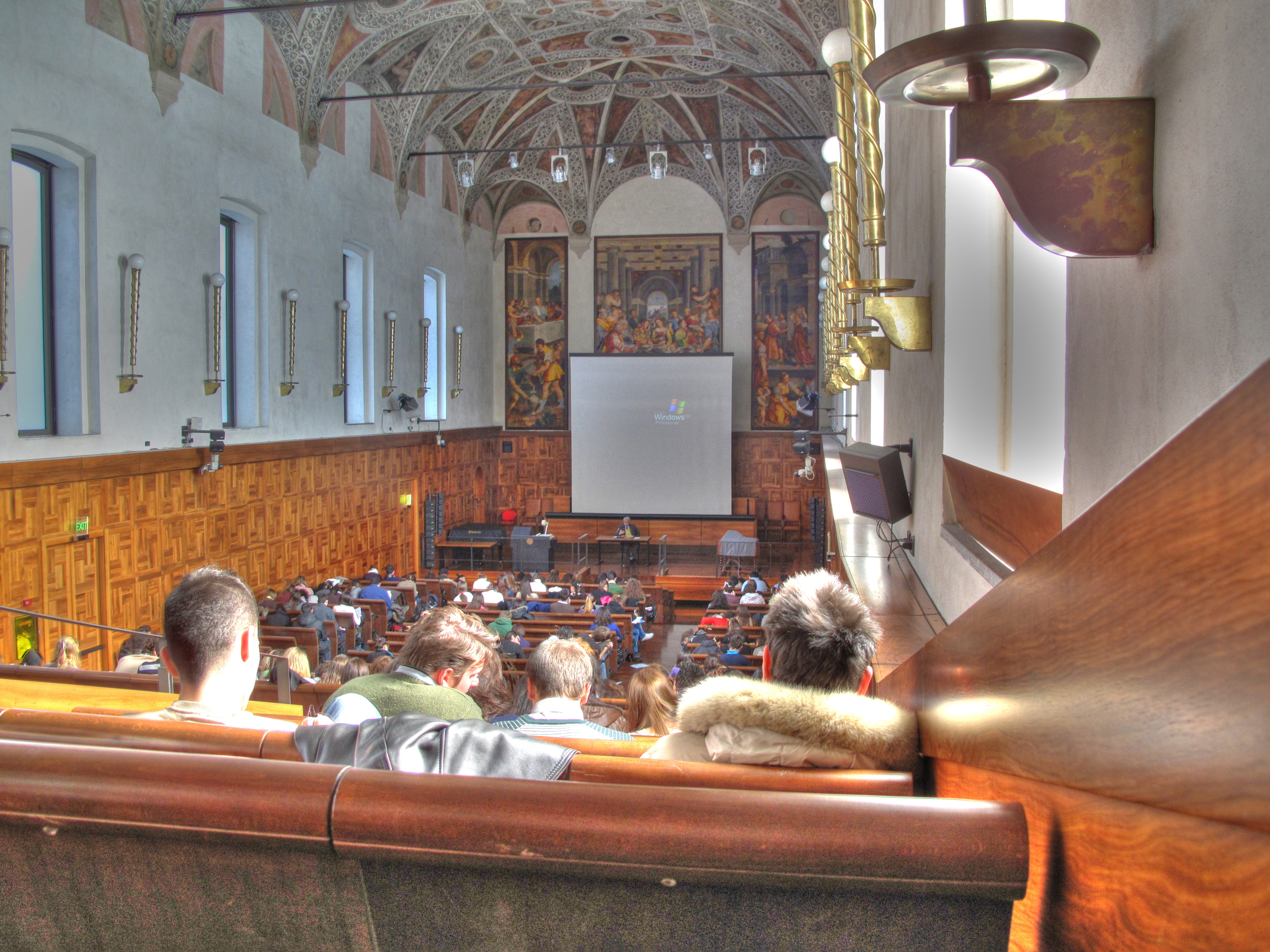
Aula Magna

Nel 2004 il Rettore Lorenzo Ornaghi firma un accordo con il demanio dello Stato per la cessione della Caserma Garibaldi all'Università Cattolica di Milano. Con l'intesa si cerca di dar vita all'antico desiderio di padre Agostino Gemelli di creare una vera e propria cittadella del sapere, denominata "cittadella del sapere di Sant'Ambrogio": l'acquisizione è il primo tassello per la riqualificazione dell'area intorno alla sede centrale e per la realizzazione di un nuovo "super campus".
L'espansione dell'Università continua nel 2007 con l'acquisizione di un'ala del seminario vescovile di Brescia di oltre 20500 m² e con l'inaugurazione a Brescia della facoltà di psicologia.
Nel 2013 viene inaugurato presso la sede di Roma il nuovo edificio universitario "Giovanni XXIII", polo multifunzionale per gli studenti delle Facoltà di Economia e Medicina e Chirurgia.

## Struttura

### Facoltà
L'Università è organizzata in dodici facoltà strutturate in corsi di laurea triennali e corsi di laurea magistrali, alcuni dei quali organizzati da due o più facoltà (interfacoltà, ad es. economia, lettere e filosofia). L'Ateneo offre anche diversi corsi double degree, ovvero corsi di laurea organizzati in collaborazione con università straniere e che rilasciano doppio titolo. L'offerta formativa è arricchita dalla presenza di Scuole di specializzazione che afferiscono principalmente all'area medico-chirurgica e che si trovano a Roma ma sono presenti anche nella sede milanese con la Scuola di specializzazione in Neuropsicologia, la Scuola di specializzazione in beni archeologici, la Scuola di specializzazione in beni storico artistici e la Scuola di specializzazione per le professioni legali.

Facoltà in ordine alfabetico, con anno di istituzione e sedi operative:
- Economia (1947) ‒ Milano, Roma;

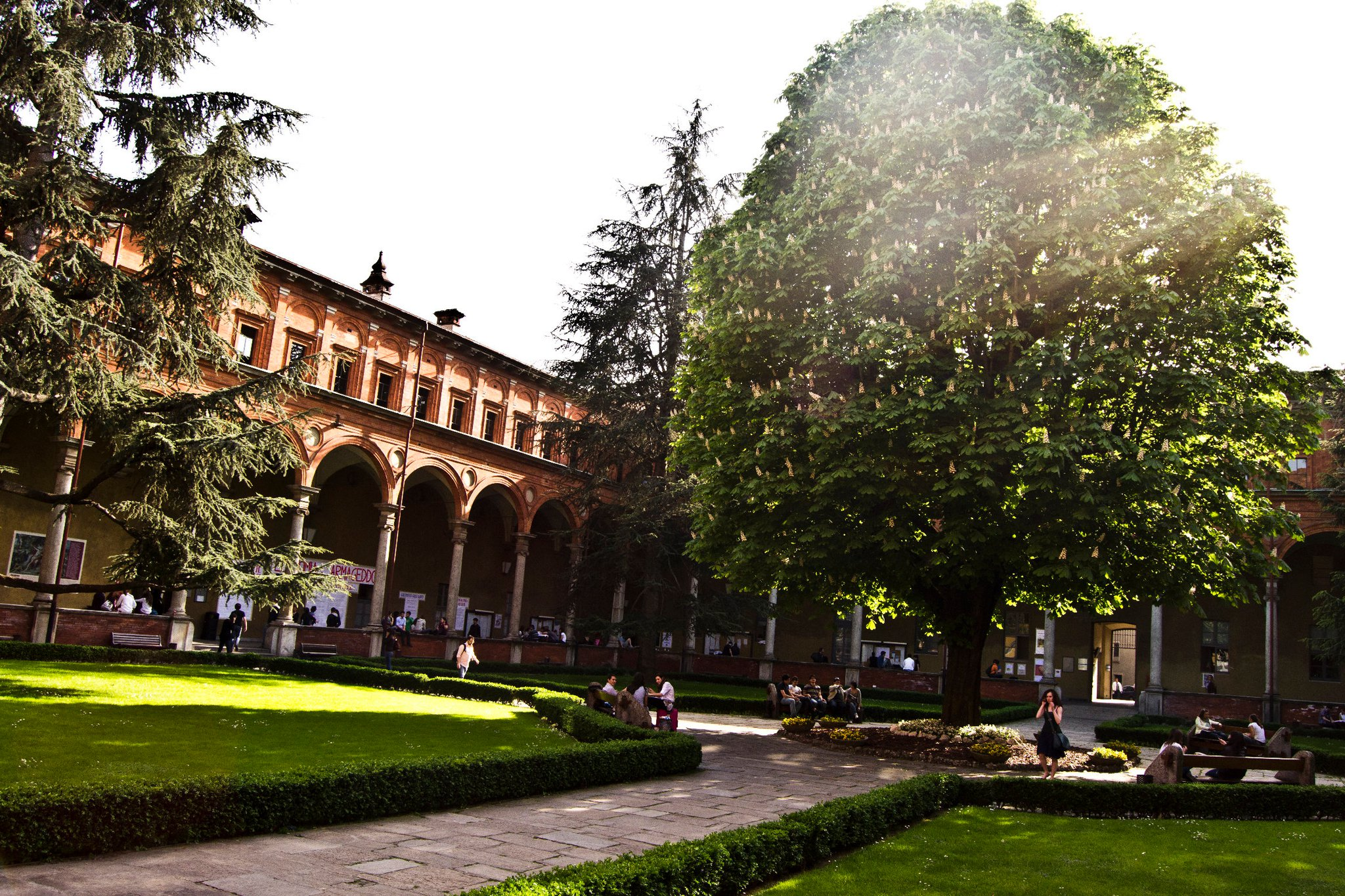
Una vista del chiostro della sede in largo Gemelli

- Economia e giurisprudenza (2000) ‒ Piacenza-Cremona;
- Giurisprudenza (1924) ‒ Milano;
- Lettere e filosofia (1924) ‒ Milano, Brescia;
- Medicina e chirurgia (1958) ‒ Roma;
- Psicologia (1999) ‒ Milano, Brescia;
- Scienze agrarie, alimentari e ambientali (1951) ‒ Piacenza-Cremona;
- Scienze bancarie, finanziarie e assicurative (1990) ‒ Milano;
- Scienze della formazione (1936) ‒ Milano, Brescia, Piacenza;
- Scienze linguistiche e letterature straniere (1991) ‒ Milano, Brescia;
- Scienze matematiche, fisiche e naturali (1968) ‒ Brescia;
- Scienze politiche e sociali (1931) ‒ Milano, Brescia.

### Alte Scuole
Le Alte Scuole sono strutture di eccellenza che si occupano di ricerca e didattica. Alte Scuole in ordine alfabetico, con anno di istituzione e sedi operative:
- ALMED ‒ Alta Scuola in media, comunicazione e spettacolo (2002) ‒ Milano;[16]
- ALTEMS ‒ Alta Scuola di economia e management dei sistemi sanitari (2009) ‒ Roma;[17]
- ALTIS ‒ Alta Scuola impresa e società (2005) ‒ Milano;[18]
- ASA ‒ Alta Scuola per l'ambiente (2008) ‒ Brescia;[19]
- ASAG ‒ Alta Scuola di psicologia Agostino Gemelli (2001) ‒ Milano;[20]
- ASERI ‒ Alta Scuola di economia e relazioni internazionali (1995) ‒ Milano;[21]
- SMEA ‒ Alta Scuola in economia agro-alimentare (1984) ‒ Cremona.[22]

## Campus

### Milano

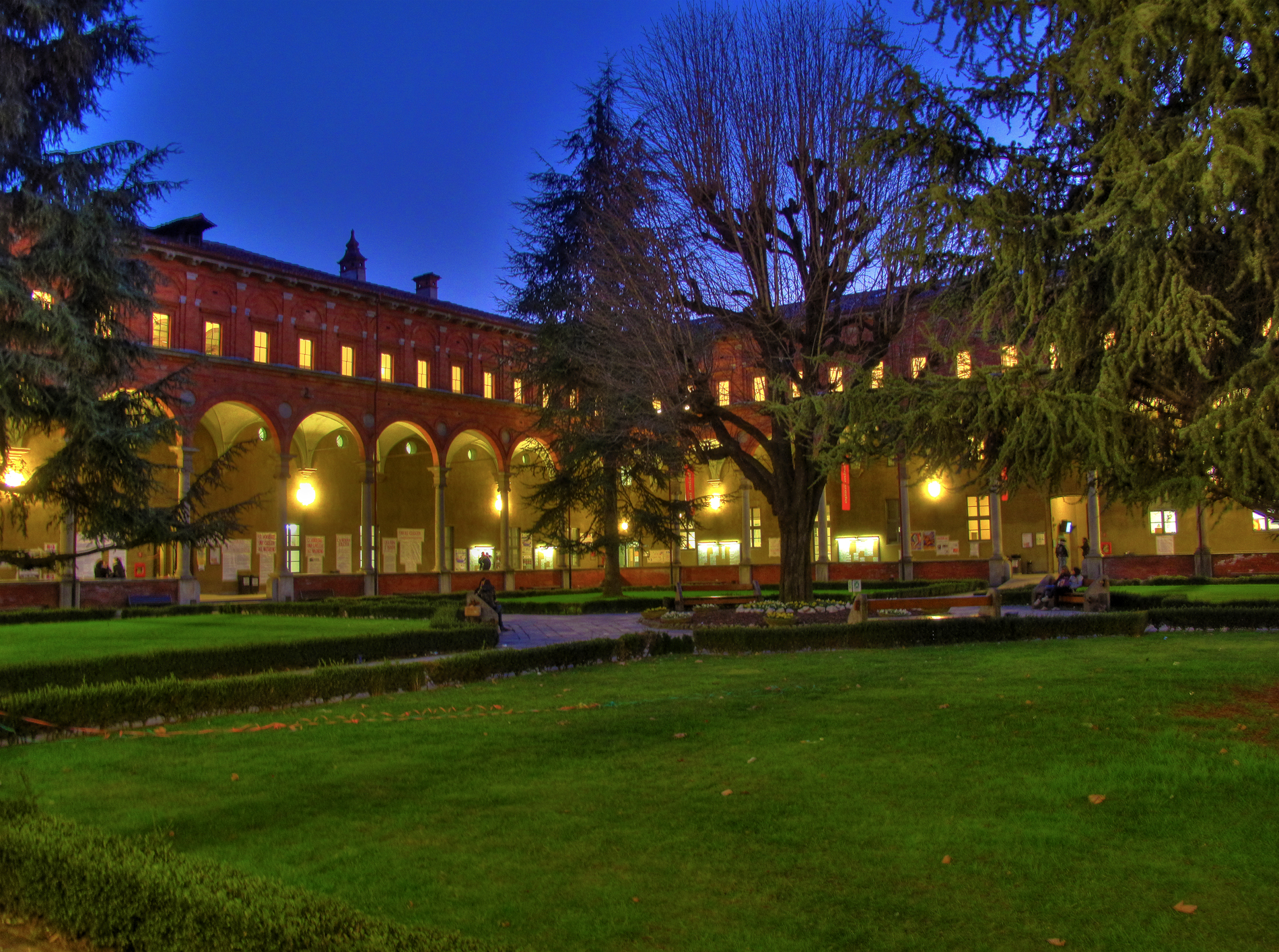
Uno dei due chiostri

La sede centrale dell'Università Cattolica del Sacro Cuore (sede di largo Gemelli) è collocata a fianco della Basilica di Sant'Ambrogio di Milano, nell'antico monastero cistercense dell'abbazia di Sant'Ambrogio.
La ristrutturazione del monastero benedettino, ad opera di Giovanni Muzio in collaborazione con l'ingegnere Pier Fausto Barelli, è iniziata nel 1929 e terminata vent'anni dopo. Il progetto ha iniziato a prendere forma dal restauro dei chiostri bramanteschi del complesso ecclesiastico di Sant'Ambrogio, restauro profondamente contestato, dal quale presero forma i nuclei didattici iniziali.

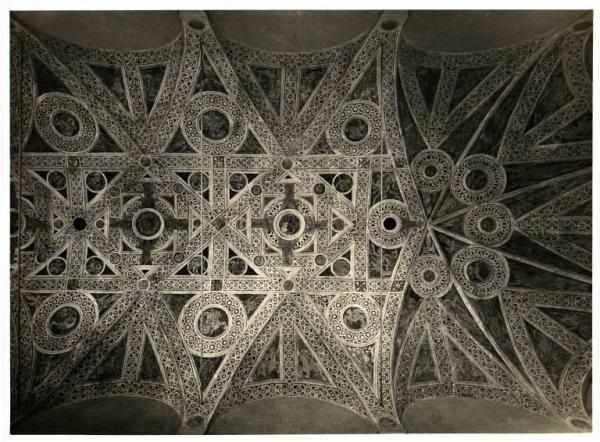
Il soffitto dell'aula magna

A questi corpi vennero poi aggiunti l'edificio d'ingresso, sede degli uffici e della Cappella Maggiore, esattamente in asse con il chiostro preesistente e collegato ad esso da un percorso porticato aperto. Caratteristica dell'architettura di Muzio è la torre campanaria a sottolineare l'edificio principale e l'utilizzo del marmo per l'ingresso, differenziando così la superficie "nobile" dalle altre, in mattone; ruolo di spicco riveste anche il cotto, ripreso direttamente dalla tradizione costruttiva lombarda ottocentesca. Vennero aggiunte ai chiostri preesistenti quattro nuove scale e furono demolite alcune pareti settecentesche per accorpare i vari ambienti a formare le aule. Infine venne aggiunta la biblioteca tra i corpi dei due chiostri e il refettorio benedettino venne riadattato per diventare l'Aula Magna demolendo solai e tramezzi e valorizzando sia l'antica volta a lunette che le finestre murate in epoca napoleonica.

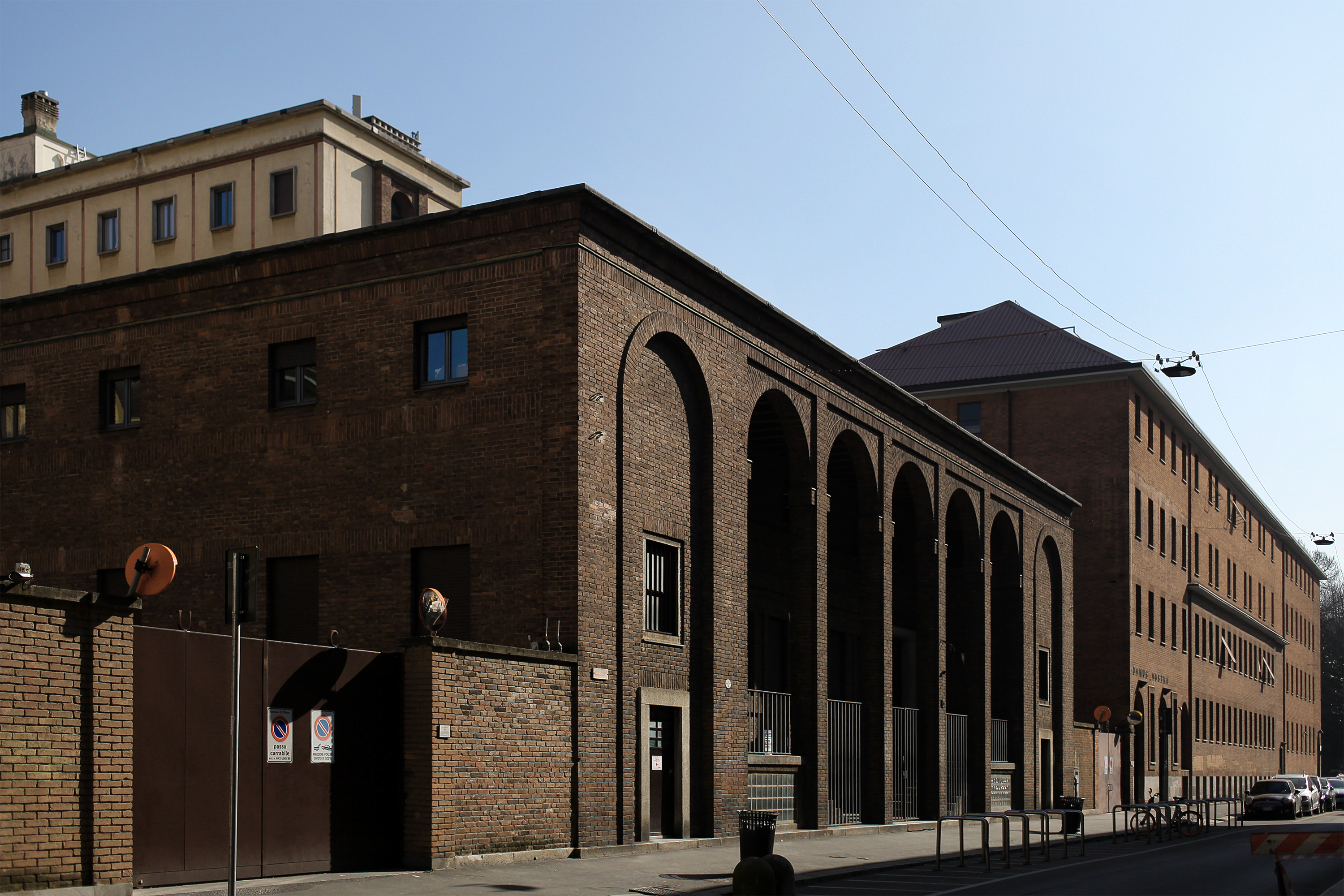
Il collegio Augustinianum di via Necchi

Tra il 1933 e il 1934 al corpo centrale si aggiunge il Collegio Augustinianum, maschile e dotato di una sezione riservata ai seminaristi chiamata Ludovicianum; il Collegio è costituito da due edifici indipendenti di cinque piani, collegati da un corpo di distribuzione orizzontale. Oggi le strutture sono due collegi distinti. Nel 1938 si predispone anche il Collegio Marianum femminile.
L'ultima aggiunta è la mensa nel 1949, caratterizzata da uno stile particolarmente sobrio in cui Muzio fa largo uso di paramenti intonacati, finimenti di mattoni e grigliati a sottolineare le finestre. La sede centrale di largo Gemelli è composta dai seguenti edifici: Edificio monumentale (chiostri bramanteschi), Palazzo uffici, Edificio Gregorianum, Edificio Antonianum, Edificio Via Lanzone 18, Edificio Ambrosianum, Edificio Franciscanum, Edificio Domenicanum.
Nella sede è presente un giardino (giardino di Santa Caterina d'Alessandria) il cui accesso è consentito solo alle studentesse. Per questo motivo è soprannominato "Il Giardino delle Vergini".
La maggior parte degli edifici, dei collegi e delle strutture del Campus si trova nel quartiere Sant'Ambrogio di Milano. La sede di via Necchi 5/9 era la sede storica del Collegio Augustinianum; oltre ad aule ed uffici, nell'edificio si trovano gli Istituti di Economia, i Dipartimenti dell'area economica e il Dipartimento di Scienze linguistiche, la biblioteca di Scienze economiche, matematiche, statistiche, i servizi di ristorazione per il personale e per gli studenti e, infine, il ristorante Domus nostra.

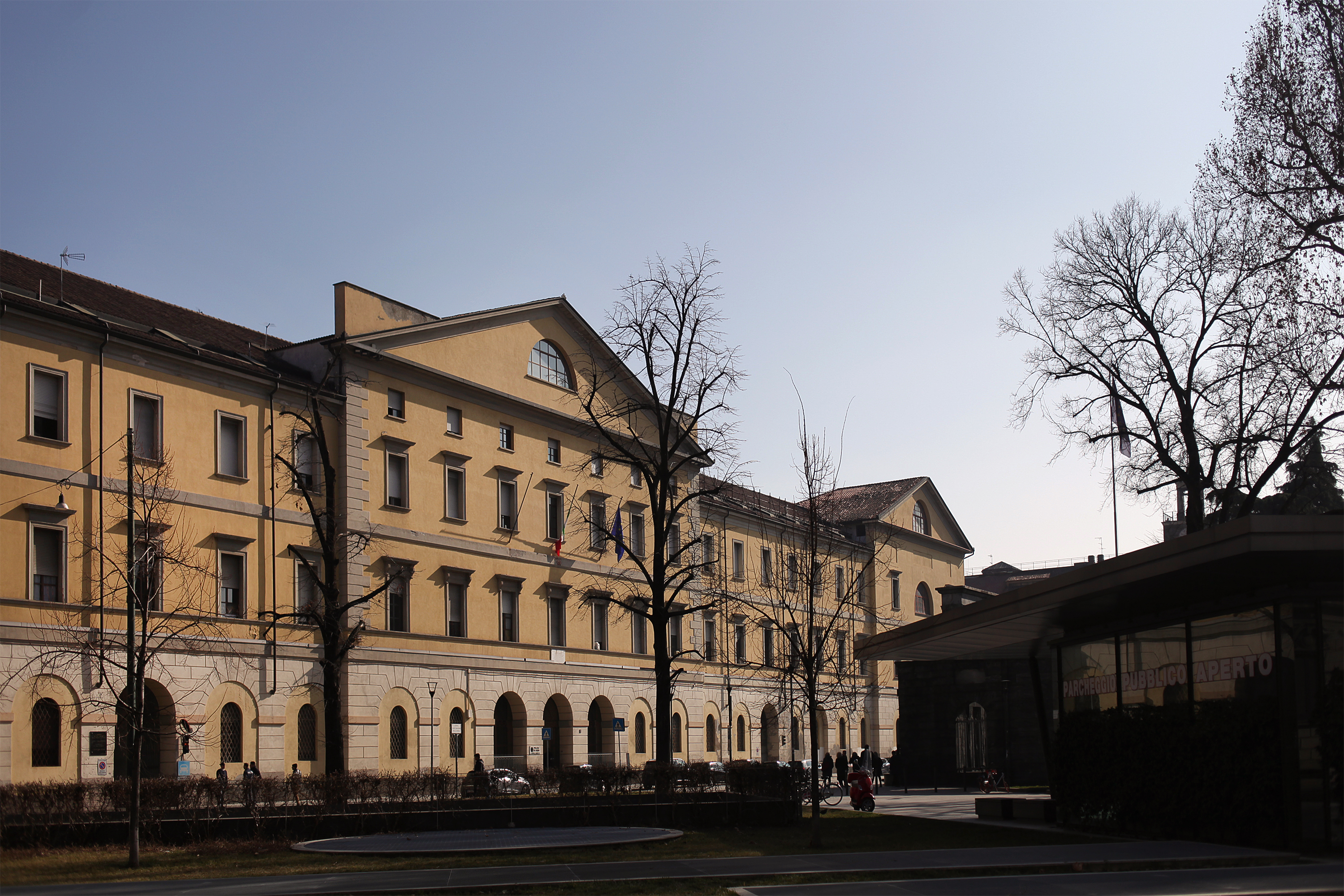
Caserma Garibaldi sita in piazza Sant'Ambrogio 5

Nel 2015 l'università ha acquistato per 88 milioni di euro la Caserma Garibaldi, che a seguito della ristrutturazione verrà destinata all'ampliamento dell'ateneo.

### Altre sedi

#### Brescia
L'Università Cattolica di Brescia dispone di due strutture, la principale nel centro storico della città e la seconda nel quartiere di Mompiano. La sede centrale storica si trova in via Trieste 17, nel palazzo Martinengo Cesaresco dell'Aquilone; a questi si aggiunsero in passato altre sedi, dismesse nel 2021, quali il complesso cinquecentesco del Buon Pastore sito in via dei Musei 41 che accoglieva la facoltà di scienze matematiche, fisiche e naturali unitamente a quelle di Contrada Santa Croce 17, di via Aleardo Aleardi 12 e di via San Martino della Battaglia 11.
La dismissione delle sedi del centro storico fa seguito al completamento del nuovo complesso di via della Garzetta 48, inaugurato ufficialmente il 27 settembre 2021. Il progetto originario del 2007, poi rimaneggiato, ha portato alla realizzazione di ventinove nuove aule, sedici laboratori, dodici sale riunioni, quattro sale studio, due sale per le tesi, una biblioteca, una libreria, una mensa, un bar, un campo da calcio, una palestra, una cappella, ampi spazi adibiti ad attività di socializzazione unitamente agli uffici per il personale amministrativo e docente. Il 21 novembre 2022, le reliquie dei tre patroni del campus di Mompiano, Paolo VI, Armida Barelli e Giuseppe Tovini, sono state collocate all'interno dell'altare della cappella. Il nuovo campus ospita tre facoltà: psicologia, scienze della formazione, scienze matematiche, fisiche e naturali; oltre a corsi della facoltà di scienze politiche e sociali e l'istituto superiore di scienze religiose.

#### Piacenza-Cremona
Il campus di Cremona dell'Università Cattolica ha sede in via Bissolati presso il complesso di Santa Monica. La nuova sede, in uso dal 5 ottobre 2020, subentra a quella originaria di palazzo Ghisalberti, inaugurata il 19 novembre 1984.
A Piacenza la sede si estende tra via Emilia Parmense e strada dell'Anselma. I lavori di costruzione della struttura, che ospita la facoltà di agraria, iniziarono per volontà di Agostino Gemelli e fu inaugurata nel 1953. La sede dispone di un centro polisportivo di 8000 m² denominato San Martino e gli studenti di Piacenza e di Cremona, grazie all'associazione ASUP (Associazione Sportiva Universitaria Piacenza), partecipano a tornei sportivi di varie discipline. 

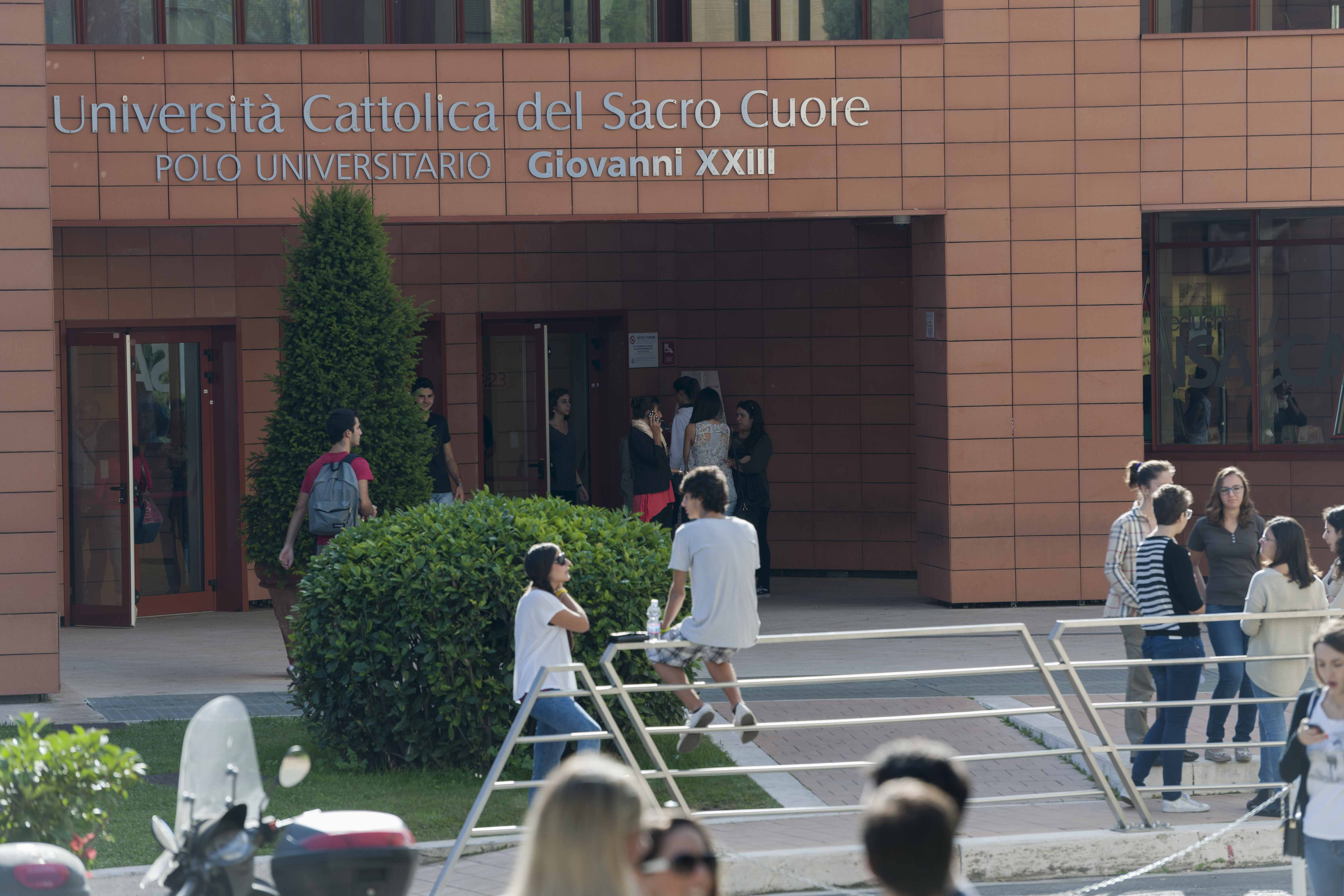
Ingresso del nuovo polo (sede di Roma) dell'Università Cattolica.

#### Roma
Nel 1934 Papa Pio XI aveva concesso all'Istituto Giuseppe Toniolo di Studi Superiori la proprietà di Monte Mario per costruire gli edifici della futura Facoltà di medicina; sarà però l'intervento di Papa Pio XII a mettere in moto la fase esecutiva del progetto. Nel 1958 il Consiglio Superiore della Pubblica Istruzione approva l'ordinamento didattico e scientifico del progetto e il 18 giugno dello stesso anno con il Decreto istitutivo del Presidente della Repubblica si dà inizio ai lavori edilizi degli Istituti biologici, sede della Facoltà. La facoltà è inaugurata il 5 novembre 1961 e nello stesso anno iniziano i lavori per la costruzione del Policlinico Agostino Gemelli che si concluderanno nel 1964. Nell'anno accademico 2000-2001 vengono inaugurati i primi corsi di laurea in Economia e management sanitario, interfacoltà di Economia e di Medicina. Nel 2013 viene inaugurato il nuovo edificio polivalente "Giovanni XXIII".

### I collegi
All'interno del Campus vi sono vari collegi:
Sede di Milano
- Collegio Augustinianum;
- Collegio Marianum;
- Collegio Ludovicianum;
- Collegio Paolo VI.

Sede di Piacenza
- Collegio Sant'Isidoro.

Sede di Roma
- Collegio Ker Maria;
- Collegio Nuovo Joanneum;
- Collegio San Damiano;
- Collegio San Luca ‒ Armida Barelli.

A breve distanza dalle sedi universitarie vi sono altre residenze dislocate nel tessuto urbano. Le "residenze in città" sono:
A Milano
- Residenza Buonarroti;
- Orsoline;
- San Francesco;
- Stimmatine.

A Brescia
- Sacro Cuore;
- San Giorgio.

A Piacenza
- Morigi ‒ De Cesaris;
- Orsoline.

A Roma
- Capitanio;
- Don Orione Guesthouse;
- Renzi;
- Romitello;
- Sacra Famiglia.

## Biblioteca

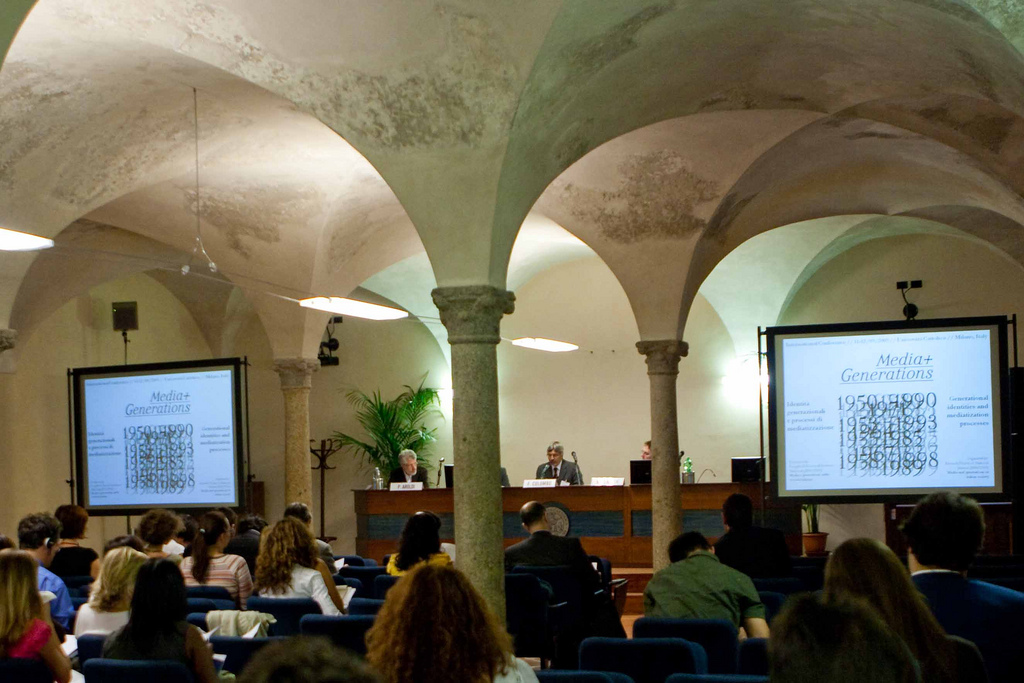
Conferenza nella cripta dell'aula magna

Tutte le biblioteche dell'Università condividono, attraverso un catalogo generale, un Sistema bibliotecario unificato, con un patrimonio complessivo di oltre due milioni di volumi, di cui più di 27 895 sono periodici a stampa e 51 495 sono periodici elettronici. Il Sistema bibliotecario UCSC collabora con numerosi enti nazionali ed internazionali: IFLA (International Federation of Library Associations and Institutions), AIB (Associazione Italiana Biblioteche), AIDA (Associazione Italiana per la Documentazione Avanzata), NDLTD (Networked Digital Library of Theses and Dissertations), LIBER (Ligue des Bibliothèques Européennes de Recherche), LOCKSS (Lots of Copies Keep Stuff Safe), CLOCKSS (Controlled Lots of Copies Keep Stuff Safe), NEREUS e INNOVATIVE. La Biblioteca della Sede di Milano, costituita fin dalla fondazione dell'Ateneo nel 1921, con un patrimonio iniziale di 50 000 volumi, è oggi la più grande e più antica tra le biblioteche di tutto l'Ateneo. La Biblioteca si articola in una Sala centrale con deposito, 7 biblioteche di sezione dislocate presso Istituti e Dipartimenti, la Sala di consultazione Giuseppe Billanovich e 12 sale di lettura.
La biblioteca di Milano vanta nel suo patrimonio librario anche numerosi fondi speciali. Tra questi fondi si trovano 73 tavolette sumeriche dell'antica città di Ur, che risalgono al III millennio a.C. Tra il III secolo a.C. e il VII d.C. si colloca un migliaio di papiri di provenienza egiziana. Risalente all'età medievale vi è il diploma imperiale del 1387 con cui Venceslao di Boemia investì Nicolò Terzi del fondo di Castelnuovo Fogliani. Sempre di epoca rinascimentale vi è un processionale ambrosiano miniato del 1492 con il testo e la musica delle litanie triduane tradizionalmente cantate in processione nei 3 giorni precedenti la festa dell'ascensione. L'albero genealogico dei Visconti è conservato all'interno di questo rarissimo incunabolo che pubblica una cronaca di fatti storici e naturali dalla creazione del mondo fino al 1942; tale documento proviene assieme ad altri incunaboli da prestigiose collezioni private milanesi come le biblioteche di Silvio Cipriani e di Vincenzo Negri da Oleggio. Altro esemplare raro è il Messale Romano stampato a Venezia nel 1488, il quale è redatto in caratteri gotici solenni. Dalla ricca collezione di cinquecentine, di circa 2 000 volumi, vi è l'edizione curata da Marsilio Ficino dei Dialoghi di Platone. Risalgono invece al 1800 le prime edizioni de I promessi sposi. Al XVIII secolo risale un manoscritto del Corano finemente decorato in oro. Appartengono, infine, al XIX secolo le prime edizioni di alcune opere futuriste di Filippo Tommaso Marinetti e di Umberto Boccioni.

## Casa editrice, riviste e altri media
La casa editrice dell'Università Cattolica è Vita e Pensiero di proprietà dell'Istituto Toniolo di Studi Superiori; fondata nel 1918, si attesta quale più antica university press italiana. Il catalogo della casa comprende più di 28 000 titoli ed è articolato in tre sezioni: saggistica di taglio non specialistico, Università e strumenti. Vita e Pensiero dispone anche di una propria libreria, situata all'interno dell'Università.
All'interno dell'Ateneo è presente anche EDUCatt, studio editoriale legato all'omonimo ente per il diritto allo studio dell'Università Cattolica, che pubblica dispense e serie editoriali (tra i quali Quaderni del Laboratorio di editoria).

Esistono varie pubblicazioni e riviste edite dall'Università: Vita e Pensiero, fondata nel 1914 da Agostino Gemelli, è la rivista ufficiale della Cattolica dall'anno della sua nascita; Presenza, realizzato in collaborazione con la Scuola di giornalismo dell'università, è l'house organ bimestrale dell'Ateneo contenente approfondimenti d'attualità e le ultime novità delle sedi; Comunicare, fondato nel febbraio 1990, bimestrale di informazione interna della sede di Roma e del policlinico Agostino Gemelli.

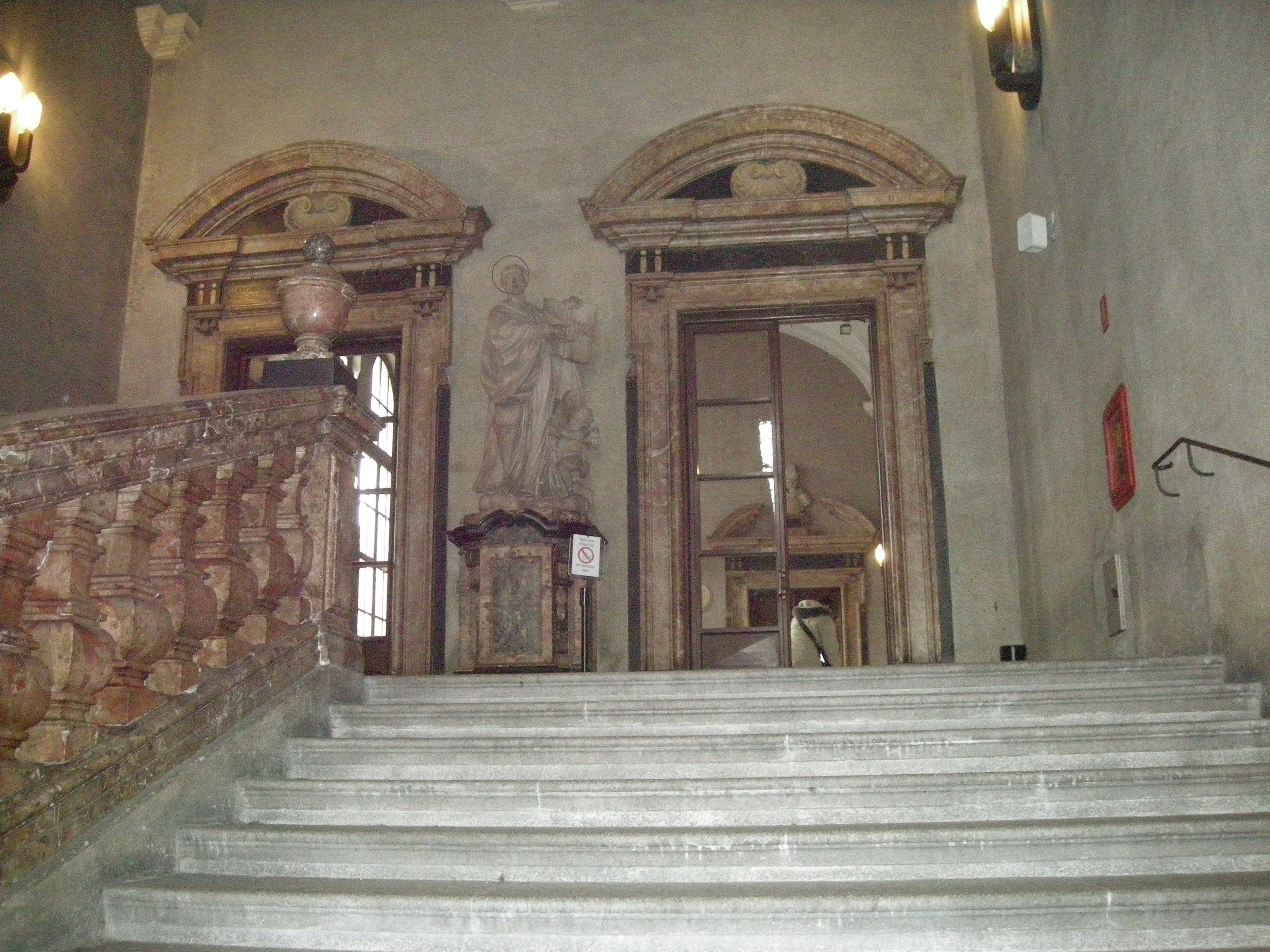
Lo scalone d'onore

Il Notiziario dell'Università Cattolica del Sacro Cuore di Brescia, pubblicato negli anni settanta, a cura del direttore di sede Emilio Cuzziol, cessò dopo soli due numeri.
CattolicaNews è il magazine online dell'Università Cattolica; fornisce informazioni concernenti le realtà del mondo accademico, le attività e gli eventi delle sedi.
Youcatt, la web TV della sede di Brescia, debutta a settembre 2009 e dedicata agli eventi ospitati dall'Ateneo, quali: testimonianze degli studenti, esperienze all'estero e argomenti d'attualità. All'interno del palinsesto, consacrata alle ultime uscite editoriali, ricopre un ruolo importante la rubrica libri in pillole. Nel 2011 Youcatt ha vinto il premio Teletopi come miglior web TV universitaria.
Cattolica & Dintorni, è la rubrica televisiva settimanale in onda su Teletutto, della sede di Brescia dell'Università Cattolica. Il programma si propone in una veste che concilia diversi ambiti: istituzionale e della ricerca; storico e informativo; eventi e cultura. Largo spazio viene dato a studiosi, accademici, personaggi dello spettacolo ed altresì agli studenti stessi dell'ateneo.
Le associazioni studentesche pubblicano diverse riviste: Il Pungolo (Azione Universitaria), Inside (Associazione Vox), L'Eco del Batacchio (Ordo Monattorum), L'Eco del Tamburo (Capramagra), L'Urlo (ULD) e Strike (Ateneo Studenti). Gli studenti gestiscono anche la web tv TV Catt e la web radio non ufficiale del campus, Radio Catt.
Frae altre pubblicazioni si ricordano: Annali di scienze religiose, Annali di storia moderna e contemporanea.

## Ricerca
Al 2012 la ricerca è strutturata in ventiquattro dipartimenti, 49 istituti, 79 centri di ricerca e cinque centri di ateneo, sei spin-off e numerosi laboratori. I ventiquattro dipartimenti (a cui se ne aggiungono ulteriori afferenti all'area medico sanitaria) hanno come obiettivo di promuovere e coordinare le attività di ricerca istituzionali e concorrono all'organizzazione dei dottorati di ricerca. I centri di ateneo, istituiti nel 2007, sono strutture finalizzate all'ideazione, lo sviluppo e la realizzazione di progetti di ricerca e formazione su temi di carattere sociale. I campi specifici su cui si focalizzano i Centri di Ateneo sono la bioetica, la famiglia, la dottrina sociale e la solidarietà internazionale.

## Sport
Le attività sportive dell'Università e le attività pratiche del corso di laurea in Scienze motorie e dello sport sono svolte nel centro sportivo UCSC "Rino Fenaroli" di Milano. Le squadre sono attive nelle seguenti discipline: calcio a 11, basket maschile, basket femminile, pallavolo maschile, pallavolo femminile, tennis, calcio a 5 femminile, atletica, rugby a 7 e beach volley.
Dal 12 al 16 ottobre 2009, l'ateneo ha ospitato i Giochi Mondiali Interuniversitari (World Interuniversity Games) promossi dall'IFIUS (International Federation for Interuniversity Sport); nelle competizioni l'università cattolica si è aggiudicata la medaglia d'oro nel calcio femminile e nel basket femminile.

## Alumni Cattolica ‒ Associazione Ludovico Necchi
L'associazione Ludovico Necchi, intitolata a uno dei fondatori dell'Ateneo, è stata costituita nel 1930 a Milano e raccoglie tutti i laureati nei vari campi professionali dell'Università Cattolica del Sacro Cuore. L'associazione conferisce annualmente al miglior laureato di ciascuna facoltà dell'UCSC il premio "Agostino Gemelli", consistente in una medaglia e in un diploma.

## Rettori
- Agostino Gemelli (1921-1959)
- Francesco Vito (1959-1965)
- Ezio Franceschini (1965-1968)
- Giuseppe Lazzati (1968-1983)
- Adriano Bausola (1983-1998)
- Sergio Zaninelli (1998-2002)
- Lorenzo Ornaghi (2002-2012)
- Franco Anelli (2013-2024)
- Elena Beccalli (2024-in corso)

## Assistenti ecclesiastici generali
- Carlo Colombo (1962-1968)
- Enea Selis (1968-1971)
- Lorenzo Bellomi (1971-1977)
- Giovanni Volta (1977-1986)
- Carlo Ghidelli (1986-2000)
- Gianni Ambrosio (2001-2007)
- Sergio Lanza (2008-2012)
- Claudio Giuliodori (dal 2013)